# Plinthus
Plinthus es un género con seis especies de plantas suculentas perteneciente a la familia Aizoaceae.

## Taxonomía
Plinthus fue descrito por Fenzl in Endl., y publicado en Nov. Stirp. Decades 51-52 (1839) ; Fenzl, in Ann. Wiener Mus. Naturgesch. 2: 288 (1839) [descr. ampl.]. La especie tipo es: Plinthus cryptocarpus Fenzl

## Especies
- Plinthus arenarius Adamson
- Plinthus cryptocarpus Fenzl
- Plinthus karooicus I.Verd.
- Plinthus laxifolius I.Verd.
- Plinthus rehmannii G.Schellenb.
- Plinthus sericeus Pax